# 王必勝
王必勝（1968年11月7日—），臺北市人，臺灣胸腔科醫師，曾任金門醫院院長、中華民國醫師公會全國聯合會秘書長、衛福部醫福會執行長、衛生福利部政務次長。2021年嚴重特殊傳染性肺炎疫情期間，多次擔任第一線群聚感染的疫情指揮官，2022年7月18日接任衛生福利部政務次長，曾兼任中央流行疫情指揮中心指揮官。

## 生平
王必勝就讀建中時，母親被診斷出罹患肺癌，即便接受腫瘤權威彭瑞鵬的治療，卻不幸在王必勝十七歲時離世。王必勝就此決定以醫學系作為目標，並要接受胸腔科訓練，以救治和媽媽類似狀況的病患。王必勝高一時加入建中樂隊，學習吹奏薩克斯風。為變形蟲爵士樂團創始會員之一。服役時並在國防部國軍示範樂隊服務。
退伍後考取北榮胸腔部住院醫師，一路追隨時任胸腔部主任的彭瑞鵬。王必勝在北榮完成總醫師訓練後，由於沒有主治醫師缺額，因此陸續到多家醫院面試，卻在離開北榮前遇到台灣爆發SARS疫情。
2003年，SARS疫情期間，臺北市立關渡醫院爆發群聚感染，隨著彭瑞鵬臨危受命擔任院長，王必勝被彭瑞鵬指派負責行政管理，在此期間王必勝展現出溝通能力，感染事件也得以順利落幕。在此次經驗中，讓王必勝察覺到自己擁有行政、協調規劃的能力，其後開始接醫務行政事務。
自此起，王必勝逐漸從醫療單一病患轉為掌控全局，先後任職北榮醫療品質管理中心、醫務企管部、部立金門醫院院長。
2018年，王必勝接任醫福會執行長。醫福會負責主管26家衛福部部立醫院，轄下一萬七千位醫事人員。由於曾在離島服務的經驗，上任後王必勝為台東引進遠距會診機器人、建立高雄長庚醫院與台東醫院的合作。

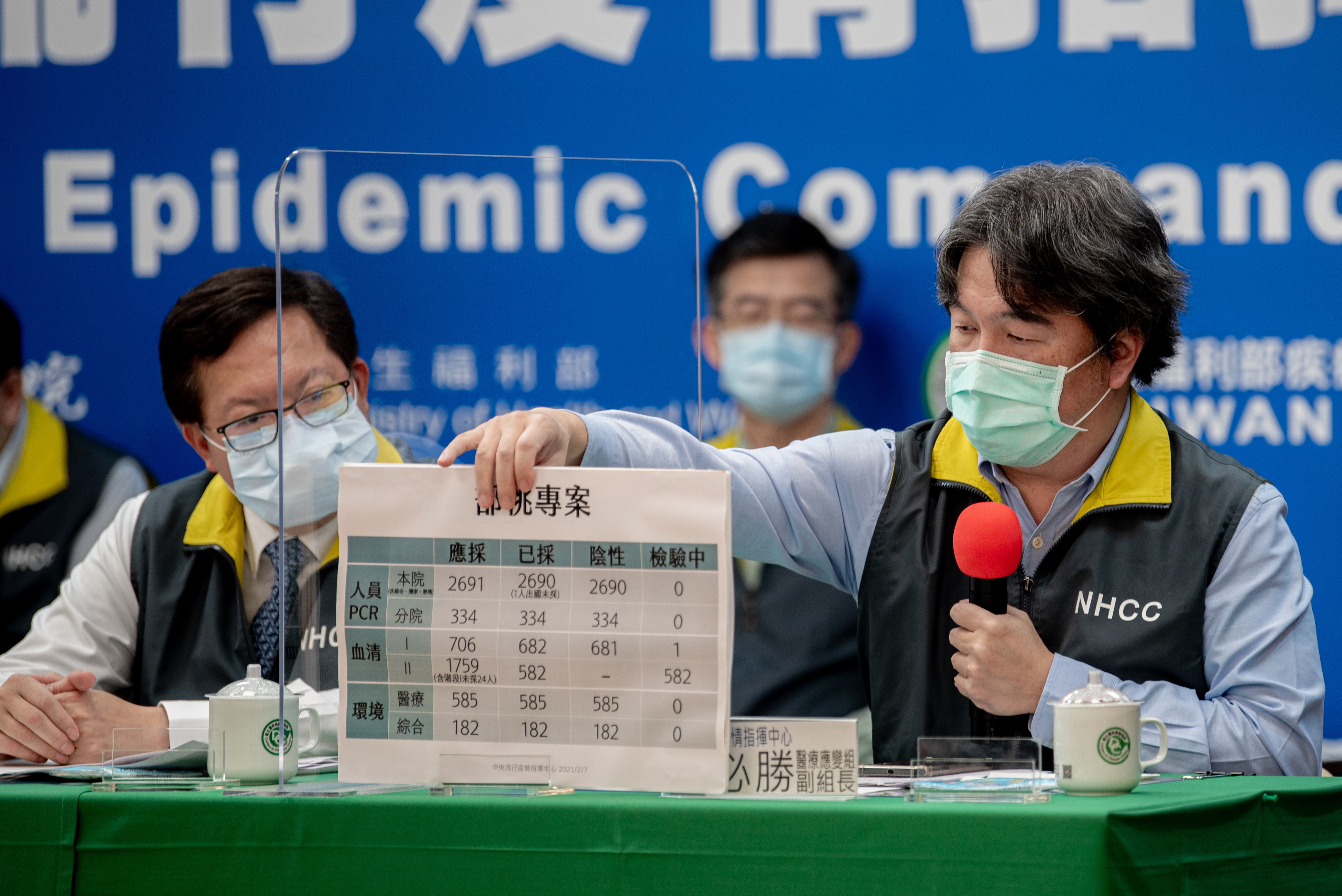
部桃專案記者會（2021年2月8日）

2020年，嚴重特殊傳染性肺炎疫情蔓延，王必勝負責入境隔離檢疫工作，包含武漢包機返臺、寶瓶星號等事件。武漢包機在兩岸斡旋許久後總算成行，王必勝親自領著12位醫護飛抵武漢天河機場接人。
除了防疫工作，也針對檢疫隔離作滿意度調查，藉此不斷修正符合實際需求。
2021年1月，部立桃園醫院爆發院內群聚感染，醫福會執行長王必勝本來就是部桃兼任醫師立即頂替前任執行長原院長被派為指揮官，花了三周控制住院內疫情。
2021年後，台灣爆發三次棘手群聚感染事件，包含苗栗京元電子移工群聚、屏東Delta變異株病毒及台北市環南市場專案，王必勝皆代表衛福部站上第一線、開設前進指揮所、擔任調度資源的疫情指揮官。目前並無報載王在這些前進指揮所的任何決策，或是實質接替地方政府哪些職掌。王必勝表示，成立前進指揮中心是在和時間賽跑，須最短時間找到感染源，即時阻斷感染鏈。因此，他抵達現場的第一要務即是「聽取各方意見」，「溝通」是完成任務的關鍵。
2022年6月14日，確診2019冠狀病毒病，通訊診察後採居家照護。
2022年7月18日，接任衛生福利部政務次長，並兼任中央流行疫情指揮中心指揮官。

## 家庭生活
王必勝已婚，妻子尤香玉是王必勝大學同學。育有2女。
2021年10月26日，王必勝遭媒體揭露與小15歲的林姓護理師有婚外情關係，且疑似育有一女，相隔兩週後，王必勝與妻子尤香玉接受專訪時，王必勝公開道歉，並表示「與林女是不適當、不應該的關係」，強調「已經解決、結束了」。

## 榮譽

### 中華民國
- 三等景星勳章（2024年5月14日於總統府頒授）[30]

## 外部連結
- 王必勝的Facebook專頁